# Ptychozoon
Genre
Ptychozoon est un genre de gecko de la famille des Gekkonidae.

## Répartition
Les neuf espèces de ce genre se rencontrent en Asie du Sud-Est, dans l'Est de l'Asie du Sud et en Chine. Elles vivent dans les forêts tropicales humides.

## Description
Ce sont des geckos arboricoles, Ptychozoon kuhli est l'une des rares espèce de geckos, sinon la seule, capable de planer.

## Liste des espèces
Selon The Reptile Database (13 mai 2016) :
- Ptychozoon bannaense Wang, Wang & Liu, 2016
- Ptychozoon horsfieldii (Gray, 1827)
- Ptychozoon intermedium Taylor, 1915
- Ptychozoon kaengkrachanense Sumontha, Pauwels, Kunya, Limlikhitaksorn, Ruksue, Taokratok, Ansermet & Chanhome, 2012
- Ptychozoon kuhli Stejneger, 1902
- Ptychozoon lionotum Annandale, 1905
- Ptychozoon nicobarensis Das & Vijayakumar, 2009
- Ptychozoon rhacophorus (Boulenger, 1899)
- Ptychozoon trinotaterra Brown, 1999

## Publication originale
- Kuhl & Van Hasselt, 1822 : Uittreksels uit breieven van de Heeren Kuhl en van Hasselt, aan de Heeren C. J. Temminck, Th. van Swinderen en W. de Haan. Algemeene Konst-en Letter-Bode, vol. 7, p. 99-104.